# Từ Diễn Đồng
Từ Diễn Đồng (1866-1918), hiệu: Long Tài, là một nhà thơ Việt Nam ở cuối thế kỷ 19-đầu thế kỷ 20.

## Tiểu sử
Từ Diễn Đồng sinh ra tại làng Hà Hồi, phủ Thường Tín, tỉnh Hà Đông cũ (nay thuộc huyện Thanh Trì, thành phố Hà Nội) trong một gia đình nhà nho nghèo.
Năm 1906, ông đỗ tú tài (nên tục gọi là Tú Đồng hoặc là Tú Từ), nhưng không ra làm việc, chỉ ở nhà dạy học và bốc thuốc cho đến hết đời (1918).
Sinh thời, ông có làm thơ để tỏ chí, hiện chỉ còn lại mấy bài là: Nước Non, Thăng Long thành hoài cổ, Đêm dài, Lạc đường...Ngoài ra, ông là tác giả vở tuồng Nguyễn Trãi và là dịch giả bài thơ Thu hứng của Đỗ Phủ.
Từ Diễn Đồng sống một đời ẩn náu, nghèo túng, ít người biết. Ông có tài thơ Nôm, giọng thơ mỉa mai, sâu sắc, đau xót trước cảnh đất nước...

## Thơ Từ Diễn Đồng
| Thăng Long thành hoài cổ Sử truyền nhà Lý đóng đô đây Trải mấy nghìn năm mới đến nay. Năm cửa chỉ còn lầu cửa Bắc, Cột cờ sao thấy lá cờ Tây? Nền văn nhà Lý xây kia đó, Vết kiếm vua Lê vất chỗ này. Người cũ bây giờ đâu cả nhỉ? Xe rồng chẳng thấy, thấy xe tay! | Dịch bài Thu hứng của Đỗ Phủ Nghe nói trong kinh lắm chuyện đùa. Nước đời sao lắm nỗi cay chua. Những con nhà khá đi đâu cả. Một bộ đồ tuồng rặt mới mua. Tiếng trống lừng vang tin Bắc được Mảnh tờ sao chẳng báo Tây thua. Rồng nằm bể cạn heo may lắm. Nước cũ ai là chả nhớ vua . |

## Sách tham khảo
- GS. Dương Quảng Hàm, Việt Nam thi văn hợp tuyển. Trung tâm học liệu xuất bản (in lần thứ 9), Sài Gòn, 1968,
- GS. Trịnh Vân Thanh, Thành ngữ điển tích danh nhân từ điển (quyển 2). Nhà xuất bản Hồn Thiêng, Sài Gòn, 1966.
- PGS. Hoàng Hữu Yên (chủ biên), Tinh tuyển văn học Việt Nam (tập 6). Nhà xuất bản. VH-XH, Hà Nội, 2004.